# SABMiller

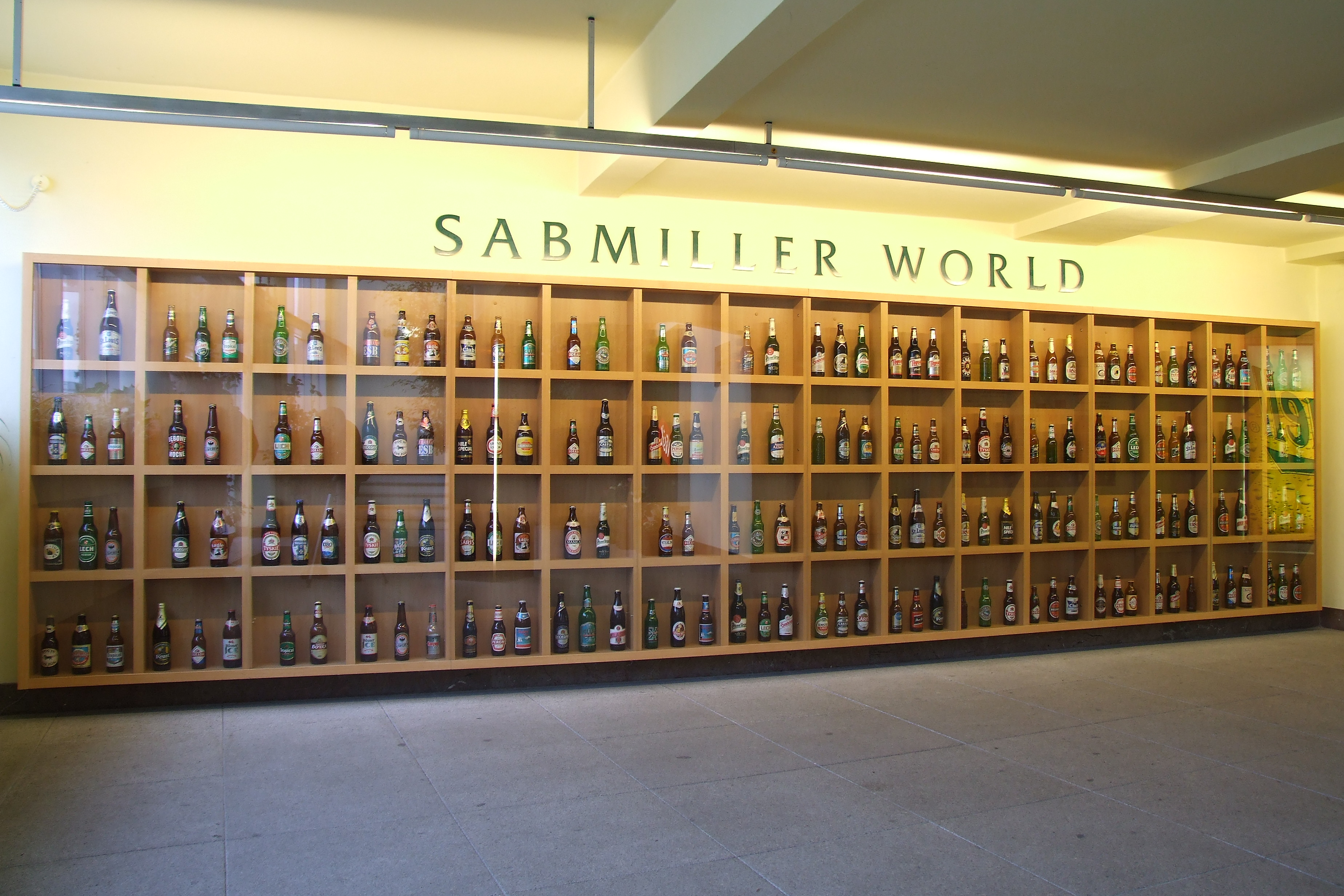
Виставка сортів пива SABMiller plc у Пльзені, Чехія

SABMiller plc — міжнародна пивоварна корпорація, другий за обсягами реалізації продукції виробник пива у світі (після Anheuser-Busch InBev). Функціонує у формі публічної компанії, акції якої торгуються на Лондонській фондовій біржі. Штаб-квартира розташована у Лондоні, Велика Британія.
SABMiller plc виробляє пиво понад 150 торговельних марок, у тому числі Miller Genuine Draft, Pilsner Urquell, Grolsch та Peroni Nastro Azzurro, що мають статус світових. Також є одним із провідних партнерів компанії The Coca-Cola Company по розливу безалкогольних напоїв у різних країнах світу.

## Історія
Компанію було засновано 1895 року у Йоганнесбурзі (ПАР) під назвою South African Breweries (укр. Південно-Африканські Броварні). Діяльність компанії зосереджувалася на ринках країн Південної Африки аж до початку міжнародної експансії у 1990-х роках, коли спочатку компанія отримала контроль над пивоварними підприємствами у країнах Східної Європи та Китаї, а згодом, на початку 2000—х, вийшла на ринки Індії та країн Центральної Америки.
Вихід цінних паперів компанії у 1999 році на Лондонську фондову біржу дозволив їй отримати фінансові ресурси для придбання у 2002 році одного з найбільших виробників пива у США компанії Miller Brewing Company, після чого компанія змінила власну назву на сучасну SABMiller plc.
Пізніше компанія досягла домовленості з американсько-канадським виробником пива Molson Coors Brewing Company про створення спільного підприємства для об'єднаної діяльності на ринку США. Таке підпрємство, MillerCoors, було утворене влітку 2008 року та стало другим за обсягами реалізації продукції гравцем на американському пивному ринку.
SABMiller купив лондонську пивоварню Meantime у 2015 році, щоб отримати вигоду від зростання ринку крафтового пива у Британії.
У 2016 році AB Inbev, яка має штаб-квартиру у Бельгії, поглинає SABMiller.

## SABMiller plc в Україні
SABMiller вийшов на український ринок 2008 року, придбавши у підконтрольної українському мільярдеру Рінату Ахметову компанії System Capital Management 99,84 % акцій розташованої у Донецьку броварні ЗАТ «Сармат». При укладанні угоди було сповіщено про плани вкласти у її розвиток 100 мільйонів доларів.
Підприємство продовжило випуск пива під торговельною маркою «Сармат», а також розпочало випуск окремих сортів пива чеської торговельної марки «Velkopopovický Kozel», що належить SABMiller. Операційне управління активами компанії в Україні здійснювалося через ПрАТ «Міллер Брендз Україна».
7 березня 2012 року було офіційно повідомлено про передачу низки активів SABMiller, включаючи ПрАТ «Міллер Брендз Україна», у власність турецької компанії Anadolu Efes. Втім, опосередковано SABMiller зберіг свою присутність на українському пивному ринку, оскільки згідно з умовами передачі своїх пивоварних активів в Україні та Росії турецькій компанії SABMiller отримав 24 % акцій Anadolu Efes (через відповідне збільшення статутного капіталу останньої).